# Médard Autsai Asenga
Médard Autsai Asenga, né à Lubi le 2 janvier 1942 et mort à Kinshasa le 22 novembre 2024, est un homme politique de la république démocratique du Congo. 
Il est gouverneur de la province Orientale de 2007 à 2012. 

## Biographie
Il est élu gouverneur de la province Orientale le 27 janvier 2007 et entre en fonction le 24 février suivant. 
Élu député le 28 novembre 2011, il démissionne de ses fonctions de gouverneur en mars 2012.
Il devient ensuite député, puis sénateur.